# Microchilus paraisoensis
Microchilus paraisoensis är en orkidéart som beskrevs av Paul Ormerod. Microchilus paraisoensis ingår i släktet Microchilus och familjen orkidéer. Inga underarter finns listade i Catalogue of Life.